# 店子镇 (枣庄市)
店子镇，是中华人民共和国山東省枣庄市山亭区下辖的一个乡镇级行政单位。

## 行政区划
店子镇下辖以下地区：
店子村、安岭村、高崖村、平子村、罗营村、魏沃村、蒋自崖村、姚营村、石竹村、龙虎村、剪子山村、王河村、柳泉村、鹁鸽崖村、富川村、尚河村和苑庄村。